# Psyrassa katsurae
Psyrassa katsurae là một loài bọ cánh cứng trong họ Cerambycidae.